# 許斐鷹助
許斐 鷹助（このみ たかすけ、1849年（嘉永2年11月） - 1906年（明治39年）2月14日）は、日本の政治家、衆議院議員（1期）。

## 経歴
福岡県出身。漢学を学ぶ。炭鉱業に従事する。また、地方教育の振興に尽力した。
1890年の第1回衆議院議員総選挙において福岡3区から無所属で立候補したが落選した。1898年8月の第6回衆議院議員総選挙では憲政本党公認で立候補して当選した。衆議院議員を1期務め、1901年に衆議院議員を辞職した。1906年死去。